# ПАЗ-3203
ПАЗ-3203 — российский высокопольный автобус малого класса, разработанный и выпускавшийся Павловским автобусным заводом с 2005 по 2022 год.

## История

### 1970-е
Разработка автобуса началась в качестве туристического ещё в 1971 году на базе автобуса ПАЗ-3202Т; экспериментальная модель имела служебное наименование ЭЦ-113. Однако разработанная модель не прошла испытания, проведённые в НАМИ в 1972 году.
Позднее было принято решение о создании целого семейства автобусов из 11 модификаций для замены ПАЗ-672 (в том числе: ПАЗ-32032 — однодверный общего назначения; ПАЗ-32034 — горный; ПАЗ-320301 — северный; ПАЗ-320307 — южный; прогулочно-экскурсионный без бокового остекления; самоходное автобусное шасси; двухдверный туристический и междугородный с удлиненной базой среднего размера). Базовой моделью для вновь созданного семейства стал унифицированный автобус ПАЗ-3203, создание которого уже базировалось на опыте создания ПАЗ-665, отличавшегося внешне увеличенной площадью окон и прямоугольными чертами кузова. Так, в 1972—1977 годах были созданы следующие опытные образцы:
- ПАЗ-3203 (ЭЦ-118 и ЭЦ-120) (1972, 1973 и 1977) — городской автобус малой размерности;
- ПАЗ-32031 (1977) — пригородный автобус;
- ПАЗ-3204 (ЭЦ-121) (1973) — полноприводной (4×4) автобус местного сообщения;
- ПАЗ-32033 (ЭЦ-133) (1974) — туристический автобус малой размерности повышенной комфортабельности.

Двигатели для серии были запланированы V-образные карбюраторные 8-цилиндровые 5,5-литровые ЗМЗ-3203, выдающие 140—145 л. с. при 3200 об/мин, производства Заволжского моторного завода (дефорсированный вариант двигателя ЗМЗ-41 для БРДМ-2 семейства ЗМЗ-53). Предусматривалась 5-ступенчатая механическая коробка передач от ЗИЛ-130. Производства ЗИЛ также были мосты, карданная передача и рулевой механизм с гидроусилителем руля. Были применены сервопривод сцепления и кулисный привод коробки передач. В подвеске заднего моста подрессорники были заменены на корректирующие пружины, были модернизированы и сами рессоры. Рабочая тормозная система предусматривалась более эффективная пневмогидравлическая, с раздельным приводом на передние и задние колёса с регулятором тормозных сил и сигнализацией о выходе из строя части привода. Также были предусмотрены: запасная тормозная система, электродинамический тормоз-замедлитель и стояночный тормоз. Салон от водительского места был отделен глухой перегородкой, были увеличены люки крыши с возможностью аварийного откидывания.
Базовая модель ПАЗ-3203 (городской) имела 19 мест для сидения, номинальная пассажировместимость 48 человек, максимальная — 65 человек. Габариты: 7000 × 2500 × 2920 мм.
Базовый городской вариант автобуса успешно прошёл испытания Минавтопрома в различных климатических условиях в 1974 году. В 1975-1978 годах на конвейере завода началась подготовка к серийному производству модели. Начало производства планировалось на 1979 год, что было отражено в отраслевых стандартах (№ 45 1734 2111). Однако постановлением Минавтопрома от 11 апреля 1978 года работы по семейству ПАЗ-3203 были прекращены. Официально это обосновывалось невозможностью смежных заводов поставлять комплектующие в достаточных количествах, и было рекомендовано перепроектировать автобус с использованием комплектующих Горьковского автомобильного завода.
За годы разработки и подготовки к серийному производству было изготовлено 8 автобусов серии, 5 из которых — в базовой версии ПАЗ-3203. ПАЗ-3203 и ПАЗ-3204 были представлены на ВДНХ в 1974 году. Наработки по созданию автобуса ПАЗ-3203 образца 1973—1977 годов были использованы при создании автобуса ПАЗ-3205, который изначально по сути представлял собой упрощённый вариант ПАЗ-3203 (кузов и салон от ПАЗ-3203 с механикой от ПАЗ-672).

### 2000-е

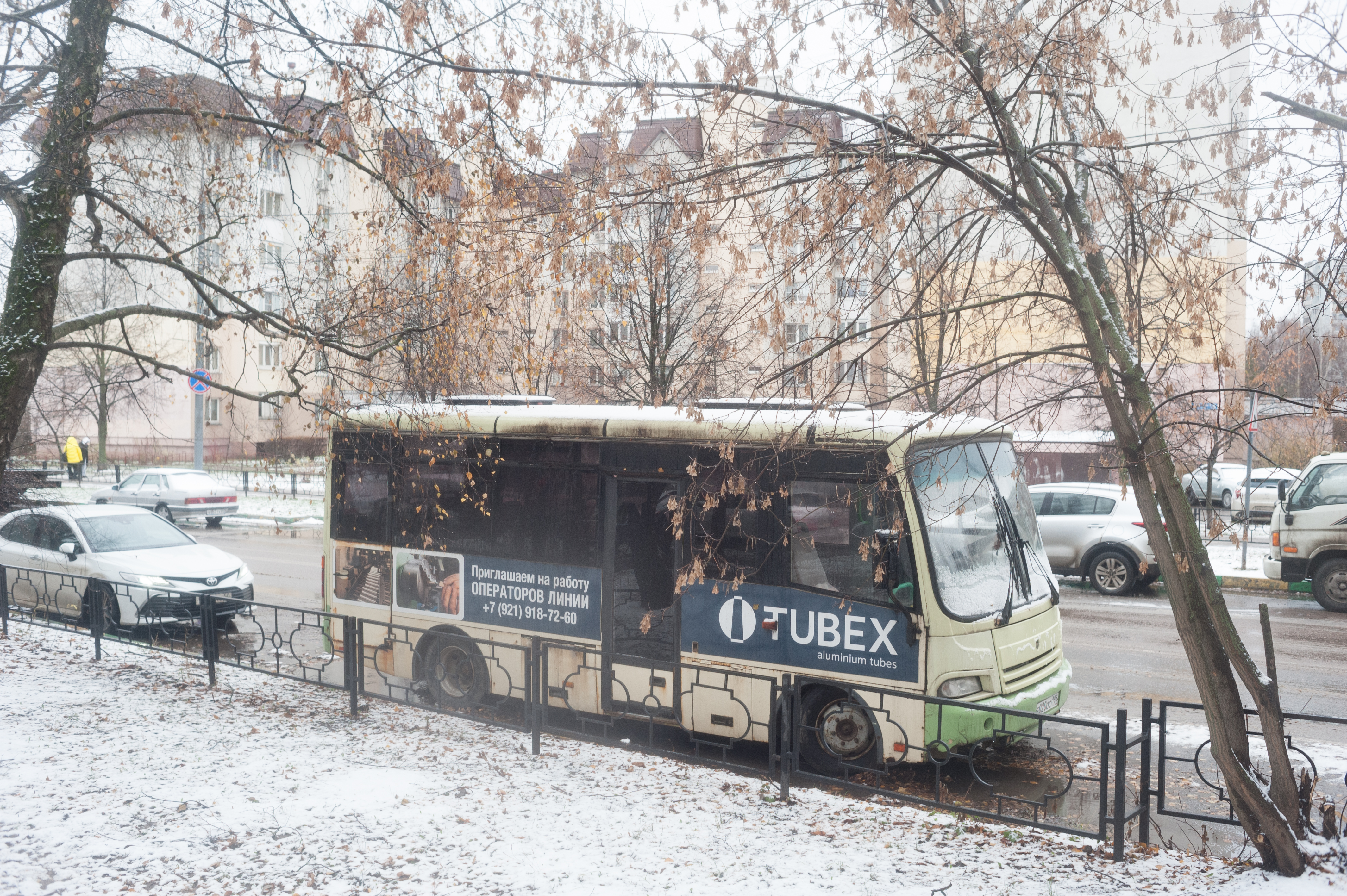
Ранний автобус ПАЗ-3203 выпуска 2000-х

В начале 2000-х годов индексы ПАЗ-3202, ПАЗ-3203 и ПАЗ-3204 были присвоены разрабатываемым малым городским автобусам, которые впоследствии начали выпускаться серийно. При этом автобусы ПАЗ-3203, ПАЗ-320302, ПАЗ-320302-08, ПАЗ-320302-11 и ПАЗ-320370-08 часто представляют как модельный ряд или даже модификации автобуса ПАЗ-3204 (образца 2000-х годов), который в свою очередь является преемником автобусов ПАЗ-3205.

## Краткие характеристики
В базовом варианте ПАЗ-3203 оснащён карбюраторным 4,67-литровым бензо-газовым V-образным 8-цилиндровым двигателем ЗMЗ-5234 мощностью 125 л. с. при 3200 об/мин и 4-ступенчатой коробкой передач ГАЗ-3307. Одним из главных отличий от автобусов ПАЗ-3204 является укороченный кузов и отсутствие заднего бокового окна. Сидячих мест 27, общая пассажироёмкость — 37 человек. Позиционируется как городской, так и пригородный автобус. Расположение двигателя — переднее и продольное.
По данным за 2016 год, ПАЗ-3203 занял 5-е место по объёму продаж новых автобусов на российском рынке. Было продано 579 единиц, что на 4% меньше количества проданных данной модели в 2015 году.